# Tour Tierna la Noche
La cantante mexicana Fey realizó el Tierna la Noche Tour, su segunda gira de conciertos, presentándose en diversos países de Latinoamérica, interpretó los temas del álbum Tierna La Noche.

## Fechas
| Día                     | Ciudad              | País         | Recinto                             |
| Norteamérica            | Norteamérica        | Norteamérica | Norteamérica                        |
| ----------------------- | ------------------- | ------------ | ----------------------------------- |
| 7 de febrero de 1997    | Ciudad de México    | México       | Auditorio Nacional                  |
| 8 de febrero de 1997    | Ciudad de México    | México       | Auditorio Nacional                  |
| 9 de febrero de 1997    | Ciudad de México    | México       | Auditorio Nacional                  |
| 14 de febrero de 1997   | Monterrey           | México       | Parque Fundidora                    |
| 16 de febrero de 1997   | Ciudad de México    | México       | Auditorio Nacional                  |
| 22 de febrero de 1997   | Tijuana             | México       | Toreo de Tijuana                    |
| 1 de marzo de 1997      | Ciudad de Guatemala | Guatemala    | Grand Tikal Futura Hotel            |
| 19 de abril de 1997     | Chihuahua           | México       | Gimnasio Manuel Bernardo Aguirre    |
| 16 de abril de 1997     | Ciudad de México    | México       | Auditorio Nacional                  |
| 26 de abril de 1997     | Ciudad de México    | México       | Auditorio Nacional                  |
| 27 de abril de 1997     | Ciudad de México    | México       | Auditorio Nacional                  |
| 28 de abril de 1997     | Ciudad de México    | México       | Auditorio Nacional                  |
| 30 de abril de 1997     | Ciudad de México    | México       | Auditorio Nacional                  |
| 16 de mayo de 1997      | Acapulco            | México       | Festival Acapulco                   |
| 17 de mayo de 1997      | Cuernavaca          | México       | Auditorio Teopanzolco               |
| Sudamérica              |                     |              |                                     |
| 23 de julio de 1997     | Caracas             | Venezuela    | Poliedro de Caracas                 |
| 24 de Julio de 1997     | Maracaibo           | Venezuela    | Hotel del Lago                      |
| 27 de julio de 1997     | Arequipa            | Perú         | Jardín de la Cerveza                |
| 28 de julio de 1997     | Lima                | Perú         | Centro de convenciones María Angola |
| 5 de septiembre de 1997 | Buenos Aires        | Argentina    | Teatro Gran Rex                     |
| Norteamérica            |                     |              |                                     |
| 7 de octubre de 1997    | Ciudad de México    | México       | Auditorio Nacional                  |

- Datos: Q60968632